# Jüdische Studien
Jüdische Studien und Judaistik sind die offiziellen Bezeichnungen einer wissenschaftlichen Disziplin, die an mehreren deutschsprachigen Universitäten studiert werden kann und nach ihrem Selbstverständnis an die Tradition der Wissenschaft des Judentums anknüpft, die sich im 19. Jahrhundert als eigenständige akademische Disziplin entwickelte.

## Begrifflichkeit
Die jüngere Bezeichnung Jüdische Studien lehnt sich an die nach der Schoa (Holocaust) zunächst im angloamerikanischen Raum und Israel fortgesetzte Disziplin der oben genannten Wissenschaft des Judentums an (Jewish Studies); als Begründer gilt in den USA Salo W. Baron (1895–1989), Historiker an der Columbia University, ehemals Hochschullehrer in Wien. Hingegen ist Judaistik die traditionelle Fachbezeichnung, die sich nach dem Zweiten Weltkrieg im deutschsprachigen Raum durchsetzte, in Anlehnung an ähnlich gebildete Namen anderer Disziplinen wie Orientalistik, Romanistik, Germanistik, Hebraistik. Die ersten Gründungen deutschsprachiger judaistischer Institute an Philosophischen Fakultäten erfolgten seit den 1960er Jahren in Wien (Kurt Schubert), Berlin-West (Jacob Taubes), Köln (Johann Maier) und Frankfurt am Main (Arnold Goldberg). An der Humboldt-Universität in Berlin-Ost gab es das Fach Israelstudien.

## Forschungsgegenstand des Faches
Das Fach Jüdische Studien/Judaistik hat die Erforschung und Vermittlung der über 3000-jährigen Geschichte, Literatur-, Religions- und Kulturgeschichte des Judentums zum Ziel. Jüdische Religions-, Geistes- und Kulturgeschichte werden hierbei nicht als passives Objekt äußerer Einflüsse, sondern als aktiv handelnder Teil der allgemeinen Kultur aufgefasst. Unabdingbar für die Auseinandersetzung mit der jüdischen Religions- und Kulturgeschichte ist die Kenntnis der Quellensprachen des Judentums, insbesondere des Hebräischen, aber je nach Spezialisierung auch des Aramäischen, Judäo-Arabischen, Jiddischen, Judenspanischen, Judäo-Persisch, Judäo-Griechisch und weiterer Sprachen. Das Studium der hebräischen Sprache möglichst in all ihren literarischen Entwicklungsstufen (biblisch, rabbinisch, mittelalterlich, modern) wird als Grundvoraussetzung für die kritische Quellenlektüre angesehen. Dieses Prinzip gilt nicht erst für die Postgraduate-Phase, sondern bereits in den Bachelorstudiengängen, in denen an angelsächsischen Hochschulen meist noch mit Übersetzungen, also mit Texten aus zweiter Hand, gearbeitet wird. Mit dieser spezifisch judaistischen Expertise hebt sich Jüdische Studien/Judaistik von anderen Fächern der Philosophischen Fakultäten ab, die sich punktuell mit Judentum beschäftigen (Geschichte, Philosophie etc.).
Jüdische Studien/Judaistik sieht sich zwar in der Tradition der Wissenschaft des Judentums, was den philologischen und kulturhistorischen Anspruch angeht, doch während diese eine Disziplin von Juden für Juden war, die unter anderem der Neudefinition der jüdischen Identität im modernen Staat dienen sollte, wird in Jüdische Studien/Judaistik Wert darauf gelegt, das Judentum von einem neutralen Standpunkt aus zu erforschen. Daher ist das Fach normalerweise an einer Philosophischen Fakultät (oder, wo diese in ihrer klassischen Form nicht besteht, in einem der geschichts- und kulturwissenschaftlichen Fachbereiche) beheimatet und nicht an einer Theologischen Fakultät. Das Fach soll weder konfessionell gebunden als rein innerjüdische Angelegenheit definiert noch darauf beschränkt sein, das Judentum allein als Religion zu betrachten. In der Regel sind Lehre und Forschung der judaistischen Lehrstühle in den Bereichen der jüdischen/hebräischen Literatur, der Geschichte, Religions- und Geistesgeschichte angesiedelt.
Johann Maier schrieb 1966 zum Spannungsfeld zwischen Wissenschaft des Judentums und Judaistik: „Zu Beginn dieses Jahrhunderts wurde zwar die Errichtung einer Lehrkanzel für Wissenschaft des Judentums an der Berliner Universität erwogen, doch blieb es beim Plan, da der Ausbruch des Ersten Weltkrieges seine Verwirklichung vereitelte. Im Falle der Verwirklichung wäre […] eine Definition des neuen Faches vonnöten gewesen. Denn Wissenschaft des Judentums war nun einmal Bezeichnung einer von jüdischen Wissenschaftlern geleisteten Arbeit, eine innerjüdische Veranstaltung, und dies selbst noch an der Berliner Hochschule für die Wissenschaft des Judentums, die sich nicht die Rabbinerausbildung als Zweckbestimmung gesetzt hatte. Ein Vertreter dieser Richtung wäre […] vielfacher Mißdeutung ausgesetzt gewesen, nicht nur durch die nicht jüdische Umwelt, sondern durch die verschiedenen jüdischen Parteien selbst. Der Lehrkanzelinhaber wäre […] als Repräsentant des Judentums angesehen worden, womit […] sein innerjüdischer Standpunkt besondere Bedeutung gewinnt […] Demgegenüber ist für einen judaistischen Lehrstuhl die persönliche Religions- bzw. Volkszugehörigkeit des Fachvertreters grundsätzlich irrelevant, sofern er nur gewillt ist, seine Disziplin in einer nach wissenschaftlicher Objektivität ausgerichteten Betrachtungsweise zu betreuen. Nun hat ohne jeden Zweifel schon die alte Wissenschaft des Judentums eine unermeßliche Leistung von solch ‚objektiver‘ Art gezeigt, nur blieb die Auswirkung so gut wie ganz auf den innerjüdischen Bereich begrenzt, weil es sich nicht um die Ergebnisse einer traditionellen akademischen Disziplin handelte und weil man im außerjüdischen Bereich die Arbeit jüdischer Gelehrter zumeist von vornherein als pro domo angelegt und damit als ‚nicht objektiv‘ abstempelte.“
An einigen Universitäten sind in jüngerer Vergangenheit auch Studiengänge entstanden, die eine Zusammenführung der Jüdischen Studien mit der Islamwissenschaft sowie teilweise auch den Sozialwissenschaften (und Israel-Studien) vertreten – so beispielsweise in einer Kooperation der Universität Heidelberg mit der Hochschule für Jüdische Studien Heidelberg seit dem Wintersemester 2019/20. Hintergrund solcher Studiengänge ist einerseits das Bestreben, die existierende Trennung der Beschäftigung mit dem Judentum und Israel einerseits und den übrigen Kulturen des Nahen Ostens andererseits zu überwinden, worüber hinaus Derek Jonathan Penslar, Professor für Jewish History an der Universität Toronto auch eine „unglückliche Trennung“ der historisch orientierten Judaistik von den überwiegend sozialwissenschaftlich geprägten Israel Studies beklagt. Im angestrebten Zusammengehen sollen die sprachbasierten Disziplinen, Islamwissenschaft und Judaistik, mit den methodenbasierten Sozialwissenschaften verbunden werden, um die gegenwartsbezogene Forschung zu forcieren.
Schon im Jahr 2005 bestand in Hessen die Absicht, die Judaistik aus Frankfurt abzuziehen und in ein Zentrum für Orientwissenschaften in Marburg zu integrieren; die Initiative wurde mit Unterstützung des Verbands der Judaisten in Deutschland abgewiesen, da die systematische Anbindung an die Orientalistik eine willkürliche Beschränkung des Horizonts der Judaistik bedeutet hätte, die normalerweise den Anspruch hat, auch Geschichte und Kulturen jüdischer Gemeinden außerhalb des Orients, d. h. insbesondere Europas, aber auch Nord- und Südamerikas, des Fernen Ostens u. a. zu erforschen. Nicht zuletzt aus organisatorischen Gründen (Verschmelzung vor allem kleinerer Fächer zu Fächergruppen) und einem allgemeinen Trend zur Einrichtung von Regionalstudien entstehen im In- und Ausland – oft an Stelle der herkömmlichen Jüdischen Studien/Judaistik, Islamwissenschaft, Sinologie, Indologie etc. – an immer mehr Orten Studiengänge, in die judaistische Module und Schwerpunkte in teils variablem Umfang inkorporiert sind, die sich jedoch primär als neue Fächer mit der Bezeichnung Naher und Mittlerer Osten  (München), Asien und Mittelmeerraum: Sprachen, Kulturen, Gesellschaften (Halle/Saale) u. ä. präsentieren und Module enthalten, die bisher zum engeren judaistischen Kern nicht gehörten (Christlicher Orient, Iranistik u. ä.) Hiervon werden weitergehende interkulturelle und interdisziplinäre Effekte erwartet.

## Universitäten und Lehrstühle
Jüdische Studien/Judaistik kann an deutschen Universitäten als Ein- oder Zwei-Fach-Bachelor-Studiengang (Berlin, Düsseldorf, Frankfurt/Main, Köln, Münster, Heidelberg, Halle/Saale u. a.) sowie als Master-Studiengang (Berlin, Frankfurt/Main, Köln, Düsseldorf, Heidelberg u. a.) studiert werden. Lehrstühle mit einer kleineren Ausstattung gibt es in Göttingen, Mainz (judaistische Module im Studiengang Evangelische Theologie) und München (judaistische Module in den Nahoststudien). Lehrstühle mit einer Spezialisierung auf einen Teilbereich bestehen z. B. in Hamburg (jüdische Philosophie) und München (jüdische Geschichte). Alle Studiengänge stehen Bewerbern und Bewerberinnen unabhängig von ihrer Religionszugehörigkeit offen. Ausgenommen davon ist die Rabbinerausbildung, die in einer Kooperation zwischen dem Institut für Jüdische Studien der Universität Potsdam und dem Abraham Geiger Kolleg organisiert ist.

### Liste der Standorte im deutschsprachigen Raum

#### Deutschland
(Quelle: )
- Bamberg[8]
- Berlin (FU)[9]
- Düsseldorf.[10] Neben Jüdischen Studien bietet die Heinrich-Heine-Universität als einzige Hochschule im deutschsprachigen Raum jiddistische Studiengänge an.
- Erfurt.[11] Hier bietet der judaistische Lehrstuhl ein Modul im Studiengang Religionswissenschaften an.
- Frankfurt am Main[12]
- Freiburg im Breisgau[13]
- Göttingen.[14] Der judaistische Lehrstuhl bietet Module in Studiengängen der Theologischen Fakultät an.
- Hamburg (Institut für Jüdische Philosophie und Religion)[15]
- Heidelberg[16]
- Halle-Wittenberg[17]
- Köln[18]
- Leipzig[19]
- Mainz.[20] Die Judaistik bietet Module in mehreren Studiengängen an, vergibt regelmäßig Lehraufträge und beteiligt sich an interdisziplinären Veranstaltungen.
- München.[21] Hier bietet der Lehrstuhl einen judaistischen Schwerpunkt im Studiengang Naher und Mittlerer Osten an. Daneben gibt es einen Lehrstuhl für jüdische Geschichte, der eigene Studiengänge anbietet.
- Münster (ab 2018)
- Potsdam[22]
- Tübingen[23]
- Trier.[24] Hier werden im Rahmen der Germanistik Jiddischseminare angeboten.

#### Österreich
- Centrum für Jüdische Studien der Universität Graz
- Salzburg, Zentrum für Jüdische Kulturgeschichte (ZJK)
- Wien[25]

#### Schweiz
- Basel[26]
- Bern[27]
- Luzern[28]